# Saison 1 des Pingouins de Madagascar
Chronologie
Saison 2
Cet article résume la liste des épisodes de la première saison de la série d'animation américaine Les Pingouins de Madagascar diffusée du 6 juillet 2009 au 3 janvier 2011 sur Nickelodeon.

## Épisodes
| No. de série | No. de saison | Titres                                                | Scénario                                 | Première diffusion |
| --- | ------------- | ----------------------------------------------------- | ---------------------------------------- | ------------------ |
| 1 | 1             | Qui flashe, part en délire Gone in a Flash            | Todd Garfield                            | 6 juillet 2009     |
| Roi Julian photographie Maurice et il disparait. Il croit que Maurice est enfermé dans l'appareil photo. Les Pingouins pensent le contraire et partent à sa recherche. - Note : Cet épisode est sorti en DVD le 19 février 2009 dans le pack DVD double de Madagascar 2 : La grande évasion. |               |                                                       |                                          |                    |
| 2 | 2             | Décollage immédiat Launchtime                         | Ron Anderson                             | 30 septembre 2009  |
| Les pingouins construisent une fusée pour aller sur la Lune. Hélas, une erreur de calcul va les diriger vers le sommet d'un immeuble ou vit un chat un peu bizarre. - Invité : Wayne Knight (Wax) |               |                                                       |                                          |                    |
| 3 | 3             | Terrier hanté Haunted Habitat                         | Bob Schooley et Mark McCorkle            | 8 juillet 2009     |
| La nouvelle du Zoo, Marlène, rencontre les pingouins pour la première fois. - Invité : Richard Kind (Roger) |               |                                                       |                                          |                    |
| 4 | 4             | Opération : Sauvez Morty Operation: Plush & Cover     | Eddie Guzelian                           | 7 juillet 2009     |
| Quand le zoo sort des jouets à l'effigie de Morty, Julian devient jaloux et s'arrange pour qu'ils soient ré-expédiés. L'ennui, c'est que Morty est également ré-expédié ! |               |                                                       |                                          |                    |
| 5 | 5             | L'anniversaire du Roi Julian Happy King Julien Day!   | Laura Gutin                              | 10 juillet 2009    |
| Une fête est organisée pour le "Jour du Roi Julian". Hélas, il faut que Maurice appâtent les convives et Skipper ne semble pas intéressé. |               |                                                       |                                          |                    |
| 6 | 6             | Un œuf surprise Paternal Egg-Stinct                   | Todd Garfield                            | 9 juillet 2009     |
| Marlène a besoin d'aide pour garder des œufs. |               |                                                       |                                          |                    |
| 7 | 7             | Grosse bagarre pour une pile Assault and Batteries    | Bill Motz & Bob Roth                     | 6 février 2010     |
| Vu que Julian refuse d'éteindre sa radio, Skipper décide de s'introduire chez lui et de lui dérober ses piles. |               |                                                       |                                          |                    |
| 8 | 8             | Capturez le drapeau ! Penguiner Takes All             | John Behnke & Rob Humphrey               | 14 septembre 2009  |
| Les pingouins et les lémuriens s'engagent dans un jeu de "capture du drapeau". |               |                                                       |                                          |                    |
| 9 | 9             | Pas touche aux pieds ! Two Feet High and Rising       | Matt Negrete                             | 29 septembre 2009  |
| Après que Morty ait accidentellement détruit le fauteuil volant de Julian, celui-ci décrète une nouvelle loi : quiconque lui touchera un pied sera banni. Malheureusement, en dormant, Morty va commettre l'irréparable. |               |                                                       |                                          |                    |
| 10 | 10            | Un boulet sur le Web Tangled in the Web               | Nate Knetchel                            | 28 septembre 2009  |
| Quand des webcams sont installées un peu partout, les pingouins refusent cette nouvelle situation. |               |                                                       |                                          |                    |
| 11 | 11            | Un accroc pour une couronne Crown Fools               | Bob Schooley et Mark McCorkle            | 21 septembre 2009  |
| Quand le Roi Julian perd sa couronne, Skipper est envoyé pour la retrouver. Pendant ce temps, Marlène est chargée de le calmer. - Invité : Diedrich Bader (Le roi des rats) |               |                                                       |                                          |                    |
| 12 | 12            | Question d'instinct ! The Hidden                      | Chris Neuhahn et Scott Kreamer           | 7 septembre 2009   |
| Kowalski se lance à la recherche de ses amis manquants après que les animaux du zoo aient disparu aux yeux des nouveaux résidents. |               |                                                       |                                          |                    |
| 13 | 13            | Les noix de lychees Kingdom Come                      | Eddie Guzelian                           | 31 août 2009       |
| Quand le Roi Julian est emmené à l'infirmerie à cause d'un comportement pire que d'habitude, Maurice prend les choses en main. Mais le pouvoir ne risque-t-il pas de lui monter à la tête ? |               |                                                       |                                          |                    |
| 14 | 14            | Le Grand Prix Little Zoo Coupe                        | Bill Motz et Bob Roth                    | 1er octobre 2009   |
| Les pingouins s'amusent autour du zoo dans leur jolie voiture rose. Les ennuis commencent quand le Roi Julian veut conduire sa propre voiture. Ceci débouche inévitablement sur une course ! - Artiste invité : Bret Michaels, invité en chantant "Les Roues du tonnerre". |               |                                                       |                                          |                    |
| 15 | 15            | Coincé dans le gosier ! All Choked Up                 | Brandon Sawyer                           | 2 octobre 2009     |
| Rico est connu pour sa capacité à extraire tout et n'importe quoi de son estomac, mais un jour un gardien va lui donner un médicament contrant cet effet. Problème : il y a une bombe à retardement dans son ventre. |               |                                                       |                                          |                    |
| 16 | 16            | Pop-corn panique Popcorn Panic                        | Paul Rugg, Bob Schooley et Mark McCorkle | 5 avril 2010       |
| Une enfant, prénommée Alice, se fait attraper par la gardienne du zoo en donnant du popcorn à Marlène. Les visiteurs n'ont pas le droit de donner du popcorn parce qu'ils ont un régime alimentaire strict. Roi Julian veut se débarrasser d'Alice mais les pingouins ne sont pas d'accord alors ils vont en mission pour retrouver du popcorn. |               |                                                       |                                          |                    |
| 17 | 17            | Gros bétas ! Go Fish                                  | Eddie Guzelian                           | 6 avril 2010       |
| Les pingouins font leur cinéma pour engager les visiteurs à leur acheter le poisson d'Alice. Le Roi Julian n'entend pas supporter plus longtemps cette odeur. |               |                                                       |                                          |                    |
| 18 | 18            | Gloire sur la glace Miracle on Ice                    | Bill Motz et Bob Roth                    | 7 avril 2010       |
| Il gèle chez les pingouins, alors ils décident de faire du hockey sur glace. Ils sont défiés par la bande des rats (Un accro à la couronne). |               |                                                       |                                          |                    |
| 19 | 19            | Visite chez le docteur Needle Point                   | Bill Motz & Bob Roth                     | 8 avril 2010       |
| Skipper échappe au vétérinaire pour éviter une piqure. Les pingouins tentent de l'y forcer, mais il fait preuve de nombreuses ressources. |               |                                                       |                                          |                    |
| 20 | 20            | L'éclipse Eclipsed                                    | Kim Duran, Bob Schooley et Mark McCorkle | 9 avril 2010       |
| Mason et Phil en ont assez de se faire embêter par les lémurs. Apprenant qu'une éclipse de soleil va se produire, ils préparent une blague au Roi Julian. |               |                                                       |                                          |                    |
| 21 | 21            | Morty super musclé Mort Unbound                       | Bill Motz et Bob Roth                    | 19 juillet 2010    |
| À la suite d'une expérience ratée de Kowalski, Morty quadruple de taille. Quand Julian réalise l'incroyable force de Morty, il décide d'en tirer parti. |               |                                                       |                                          |                    |
| 22 | 22            | La colocataire Roomies                                | Madellaine Paxson                        | 19 juillet 2010    |
| Marlène amène une nouvelle colocataire pour Rondha. Cette morse est très encombrante et a de très mauvaise manières ! - Invitée spéciale : Kathy Kinney (Rhonda) |               |                                                       |                                          |                    |
| 23 | 23            | Biscuit d'la fortune Misfortune Cookie                | Bill Motz & Bob Roth                     | 19 juillet 2010    |
| Les animaux du zoo commandent de la nourriture chinoise. Tous les pingouins lisent leurs biscuits de fortune et sont satisfaits des résultats. Cependant, la fortune de Rico se lit "Vous allez rencontrer une drôle de fin". Alors que Rico et les pingouins ne croient pas aux malédictions, Julian essaie de leur faire croire en faisant croire à Rico qu'il est maudit (fait atterrir un éléphant sur Rico, envoie une charrette de maïs soufflé dans sa direction) au point où Rico se cache dans un fort d'oreiller. |               |                                                       |                                          |                    |
| 24 | 24            | Le LEM-R Lemur See, Lemur Do                          | Bill Motz & Bob Roth                     | 2 août 2010        |
| Un robot de l'espace est envoyé dans le zoo pour apprendre les méthodes du Roi Julian. |               |                                                       |                                          |                    |
| 25 | 25            | Roger chanteur Roger Dodger                           | Eddie Guzelian                           | 9 août 2010        |
| Le roi des rats terrorise Roger, l'alligator et ami des pingouins (Terrier hanté). |               |                                                       |                                          |                    |
| 26 | 26            | L'orque dans le ciel Skorca!                          | Brandon Sawyer                           | 16 août 2010       |
| Private voit un tueur de baleines survoler New-York City, mais personne ne le croit, plus important encore, Kowalski, Rico et Skipper pensent qu'il est devenu fou à cause de la quantité de sucre qu'il avait ingérée avant de l'avoir repéré. Pour tenter de prouver qu'il n'est pas fou, le soldat se dirige à la recherche de la baleine qu'il sait avoir vue. |               |                                                       |                                          |                    |
| 27 | 27            | L'instinct sauvage de la loutre Otter Gone Wild       | John Behnke et Rob Humphrey              | 23 août 2010       |
| Quand les pingouins emmènent Marlène en "mission" dans le parc, elle ne supporte pas de se retrouver en liberté, son instinct prend le dessus. - Invité spécial : Fred Stoller (en) (Fred) |               |                                                       |                                          |                    |
| 28 | 28            | Chat errant Cat's Cradle                              | Brandon Sawyer                           | 30 août 2010       |
| Max, le chat, s'est enfui du contrôle animal de l'Officier X et demande l'aide des pingouins. Le zoo est verrouillé, les pingouins acceptent la mission. - Invité spécial : Cedric Yarbrough (Officier X) |               |                                                       |                                          |                    |
| 29 | 29            | Singeries d'amour Monkey Love                         | Nick Stanton & Devin Bunje               | 11 septembre 2010  |
| Une chimpanzée nommée Lulu arrive au zoo pour un court séjour et Phil est épris. Malheureusement, Lulu craque pour Mason, et les pingouins doivent intervenir pour aider Phil à gagner son cœur. - Invitée spéciale : Jane Leeves (Lulu) |               |                                                       |                                          |                    |
| 30 | 30            | Verouillés Tagged                                     | Eddie Guzelian                           | 11 septembre 2010  |
| Lorsque les pingouins sont interrompus par un scientifique curieux à mi-opération, ils laissent le zoo en danger. Malheureusement, le scientifique les a radio-étiquetés. Ils doivent donc compter sur les lémuriens pour mener à bien leur mission et sauver le zoo. |               |                                                       |                                          |                    |
| 31 | 31            | Le bon moment What Goes Around                        | Brandon Sawyer                           | 18 septembre 2010  |
| À l'heure de la fermeture, les pingouins entendent une petite fille pleurer qu'elle a perdu sa poupée. Skipper informe rapidement Private que ce n'est pas lui. Les pingouins essaient de la lui jeter, mais cela se retourne contre elle lorsque la poupée frappe la fille et la jette à l’égout, la faisant pleurer. |               |                                                       |                                          |                    |
| 32 | 32            | Robin des villes Mask of the Raccoon                  | Bill Motz et Bob Roth                    | 18 septembre 2010  |
| Un mystérieux bandit prive les animaux du zoo de leurs possessions les plus chères. - Invité spécial : Rob Paulsen (Archie) |               |                                                       |                                          |                    |
| 33 | 33            | Groove en pot ! Out of the Groove                     | Bill Motz et Bob Roth                    | 4 octobre 2010     |
| Julian est horrifié de voir que la chorégraphie des babouins attire plus d'attention que la sienne. - Invitée : Grey DeLisle (Darla) |               |                                                       |                                          |                    |
| 34 | 34            | La loi de la jungle Jungle Law                        | Brandon Sawyer                           | 4 octobre 2010     |
| Une panne d'électricité au zoo élève les désillusions de grandeur du Roi Julian vers un tout autre niveau. |               |                                                       |                                          |                    |
| 35 | 35            | Le zombie de commandement I Was a Penguin Zombie      | Brandon Sawyer                           | 11 octobre 2010    |
| Les autres pingouins ont peur que Commandant ne se transforme en zombie après une visite chez le vétérinaire. |               |                                                       |                                          |                    |
| 36 | 36            | Le nid de frelons Sting Operation                     | Brandon Sawyer                           | 11 octobre 2010    |
| Des frelons peu sympathiques ont l'intention de piquer tous les visiteurs du zoo. |               |                                                       |                                          |                    |
| 37 | 37            | Grandeur et décadence All King, No Kingdom            | Bill Motz et Bob Roth                    | 18 octobre 2010    |
| Après un incident avec Julian, Maurice et Morty sont bannis de son royaume. |               |                                                       |                                          |                    |
| 38 | 38            | Intouchable Untouchable                               | Bill Motz et Bob Roth                    | 18 octobre 2010    |
| Une toute petite grenouille au comportement épouvantable déménage au zoo et commence à terroriser les autres animaux. - Invité spécial : Kevin McDonald (Barry) |               |                                                       |                                          |                    |
| 39 | 39            | Phil et Mason Over Phil                               | Doug Molitor                             | 25 octobre 2010    |
| Après une dispute, les pingouins montrent à Mason et Phil combien ils ont besoin l'un de l'autre. |               |                                                       |                                          |                    |
| 40 | 40            | Les + et les - Miss Understanding                     | Doug Molitor                             | 25 octobre 2010    |
| Commandant a une crise identitaire lorsqu'Alice mentionne qu'un des pingouins est en fait une femelle. |               |                                                       |                                          |                    |
| 41 | 41            | Un éléphant n'oublie jamais An Elephant Never Forgets | Brandon Sawyer                           | 5 juillet 2010     |
| Burt l'éléphant demande aux pingouins de l'aider à s'enfuir du zoo. |               |                                                       |                                          |                    |
| 42 | 42            | Le "trouve amour" Other Things Have Happened          | Bill Motz et Bob Roth                    | 4 octobre 2010     |
| Marlène aperçoit Fred l'écureuil et en tombe immédiatement amoureuse. |               |                                                       |                                          |                    |
| 43 | 43            | C.A.C Zoo Tube                                        | Justin Charlebois                        | 11 octobre 2010    |
| Les animaux filment une publicité pour faire la promotion du zoo lorsqu'une nouvelle chaîne de TV les rend obsolètes. |               |                                                       |                                          |                    |
| 44 | 44            | La truite tête de serpent Snakehead                   | Bill Motz et Bob Roth                    | 18 octobre 2010    |
| Lorsqu'un poisson géant terrorise une mare à canards, Commandant mène une mission pour éliminer la menace. |               |                                                       |                                          |                    |
| 45 | 45            | Tremblote Jiggles                                     | Bob Schooley et Mark McCorkle            | 25 octobre 2010    |
| Kowalski donne accidentellement vie à une masse de gelée… qui a très faim. |               |                                                       |                                          |                    |
| 46 | 46            | Mademoiselle Kitka The Falcon and the Snow Job        | Brandon Sawyer                           | 3 janvier 2011     |
| Lorsqu'une magnifique faucon atterrit dans le zoo, Commandant insiste pour qu'elle y reste. - Invitée : Kari Wahlgren (Kitka) |               |                                                       |                                          |                    |
| 47 | 47            | Le photographe The Penguin Stays in the Picture       | Bill Motz et Bob Roth                    | 3 janvier 2011     |
| P'tit gars est en colère contre Morty quand celui-ci est choisi pour faire la couverture animale de la brochure du zoo. |               |                                                       |                                          |                    |
| 48 | 48            | La revenge du Docteur Blowhole Dr. Blowhole's Revenge | Bob Schooley & Mark McCorkle             | 3 janvier 2011     |
| Lorsque les pingouins détruisent le repère secret du Dr Blowhole, il cherche à se venger en kidnappant le Roi Julian, c'est donc aux pingouins de secourir leur bruyant voisin. - Note : Cet épisode a été diffusé en tant qu'épisode spécial de 30 minutes. - Invité spécial : Neil Patrick Harris (Docteur Blowhole) |               |                                                       |                                          |                    |

- Ressource relative à plusieurs domaines :   - Metacritic